# John Ausonius
John Wolfgang Alexander Ausonius, nato Wolfgang Alexander Zaugg (Lidingö, 12 luglio 1953), è un criminale e assassino svedese, rapinatore di banche, conosciuto dai media come Lasermannen ("L'uomo laser") per come agiva; è stato un mancato assassino seriale solo per motivi fortuiti.

## Biografia
Dall'agosto del 1991 al gennaio del 1992 ha sparato a undici persone (la maggior parte dei quali erano immigrati) nelle zone limitrofe di Stoccolma e Uppsala, riuscendo a ucciderne una e ferendo gravemente tutte le altre. Inizialmente ha usato un fucile dotato di mirino laser (da cui il suo soprannome) e, successivamente, un revolver. È stato arrestato nel giugno del 1992 e condannato all'ergastolo nel gennaio del 1994.
Ausonius è anche il principale sospettato per l'omicidio di una donna ebrea, perpetrato il 23 febbraio del 1992 a Francoforte in Germania. È stato estradato in Germania nel 2016 per affrontare il processo per questo omicidio, venendo giudicato colpevole e condannato all'ergastolo nel febbraio 2018. Durante le indagini, la polizia tedesca ha esaminato suoi eventuali legami con il gruppo terroristico di estrema destra Nationalsozialistischer Untergrund, o NSU (in italiano: "Clandestinità Nazionalsocialista").